# Branko Grünbaum
Branko Grünbaum (Osijek, 12 de outubro de 1929 – Seattle, 14 de setembro de 2018) foi um matemático israelense.
Iniciou seus estudos na Universidade de Zagreb, mas concluindo na Universidade Hebraica de Jerusalém, quando emigrou para Israel. Ali recebeu o  doutoramento em 1957. Foi professor emérito na Universidade de Washington.

## Obras
- com Volker Kaibel, Victor Klee, Günter Ziegler: Convex Polytopes. 2. Auflage, Springer 2003, ISBN 0-387-00424-6 (zuerst von Grünbaum 1967).
- com G. C. Shephard: Tilings and Patterns. W.H.Freeman, 1987, ISBN 0-716-71193-1.
- Grünbaum, Shephard: Tilings with congruent tiles. Bulletin AMS, 1980.
- Grünbaum: What symmetry groups are present in the Alhambra? Notices AMS 2006, pdf-Datei.
- Grünbaum: Configurations of points and lines, American Mathematical Society 2009